# Castillo-Palacio de Monteagudo
El castillo-palacio de Monteagudo es una antigua y estratégica fortaleza medieval situada en el municipio de Monteagudo (Navarra).

## Historia
Sus orígenes se remontan, al menos, al tiempo de los árabes. Fue uno de los castillos que más resistencia opuso al rey Alfonso el Batallador en su campaña por las márgenes del Ebro que le llevó a conquistar Tudela en 1119. No falta opiniones que consideran, dada su posición geoestratégica, que la propia fortaleza tenga un origen anterior y que, incluso, sirviera de «germen de la población de Monteagudo desarrollada a sus pies.» Como apunta el historiador Juan José Martinena Ruiz, «formaba parte de la línea defensiva fronteriza del Reino [de Navarra], hacia Aragón,» conociéndose, por esta relevancia, «los gobernadores o tenentes de este distrito desde el siglo XII.»
Desde esa fecha, y hasta 1429, fue propiedad de los reyes de Navarra. En 1429 fue donado por los Reyes de Navarra, como parte del Señorío de Monteagudo, a Mosén Floristán de Agramont, maestre hostal o mayordomo mayor de los reyes Blanca I de Navarra y Juan II, donación confirmada en 1454 a Violante de Agramont, hija de Floristán y esposa de Guillaumes de Beaumont, «hijo del primer conde de Lerín y condestable de Navarra.» En 1652, el señorío se incorpora al patrimonio de los Magallón, entonces señores de San Adrián (más tarde marqueses de San Adrián) en la figura de Pedro Magallón y Falces.
Durante la Guerra de la Sucesión sufrió importantes daños, por lo que en 1766 fue reedificado en su forma actual. En los años 70 y 80 del siglo XX fue rehabilitado por José Luis Sanz-Magallón y Hurtado de Mendoza, XIII marqués de San Adrián.

## Características
Enclavado sobre una roca que domina el pueblo, actualmente se trata de un edificio de ladrillo de planta rectangular, con un torreón de estilo mudéjar y una amplia terraza almenada. En su interior destaca una escalera imperial y el patio con un profundo aljibe.